# Flocques
Flocques település Franciaországban, Seine-Maritime megyében. Lakosainak száma 720 fő (2022. január 1.). Flocques Criel-sur-Mer, Étalondes, Saint-Rémy-Boscrocourt és Le Tréport községekkel határos.

## Népesség
A település népességének változása:
| Lakosok száma | 704  | 702  | 724  | 711  | 708  | 705  | 701  | 710  | 720  |
|               | 2013 | 2015 | 2016 | 2017 | 2018 | 2019 | 2020 | 2021 | 2022 |